# Лысенко, Павлина Никитична
Павлина Никитична Лысенко (25 марта 1927, Кобылянка — 20 октября 1999, Катеринополь) — свинарка, доярка колхоза имени Шевченко Катеринопольского района. Депутат Верховного Совета УССР 8-10-го созывов.

## Биография
Родилась Павлина Никитична Лысенко 25 августа 1927 года в селе Кобылянка (теперь в Черкасской области) в крестьянской семье.
Трудовую деятельность начала в 1944 году в колхозе имени Буденного Катеринопольского района. С 1947 года возглавляла молодёжное звено по выращиванию сахарной свеклы, с 1959 года работала свинаркой колхоза имени Шевченко села Потоки Катеринопольского района Черкасской области.
Без отрыва от производства окончила в 1970 году среднюю школу. Принимала активное участие в общественной жизни. П. М. Лысенко была избрана депутатом Катеринопольской районного Совета депутатов трудящихся, а также депутатом Верховного Совета УССР от Шполянского избирательного округа № 458.
Умерла 20 октября 1999 года в пгт Катеринополь Черкасской области. Похоронена на кладбище с. Кобылянка.

## Награды
Награждена двумя орденами Ленина, орденом Октябрьской Революции и медалью"За доблестный труд. В ознаменование 100-летия со дня рождения Владимира Ильича Ленина".